# Икеты
Ике́ты (др.-греч. ἱκεταῖοί, ἠϊκέται, ἱκέται от др.-греч. ἱκέτης — «просящий о защите, молящий об убежище или помощи»; лат. hicetae, ecetae; ст.‑слав. мольбьници) — еретики, описанные Иоанном Дамаскиным в книге «О ста ересях вкратце», 87 ересь. Какая численность этих еретиков и как долго они существовали, Иоанн Дамаскин не сообщает, он говорит лишь о том, что икеты это монахи, во всем остальном православные. Еретикам Иоанн Дамаскин называет их за то, что икеты собирали в монастырях вместе с женщинами особые молитвенные собрания. На этих собраниях икеты вместе с женщинами пели гимны Богу, а своё пение сопровождали хороводами и плясками. Подобные собрания были в подражание тому хору и пляскам, которые возглавила Мириам, когда Моисей, перешёл Чермное море, а войско египетского фараона утонуло в море. 
Никита Хониат (XIII век) в книге др.-греч. «Θησαυρὸς ὀρθοδοξίας» («Сокровище православия») повествует об икетах, повторяя написанное Иоанном Дамаскиным.